# Mariä Himmelfahrt (Ettenbeuren)

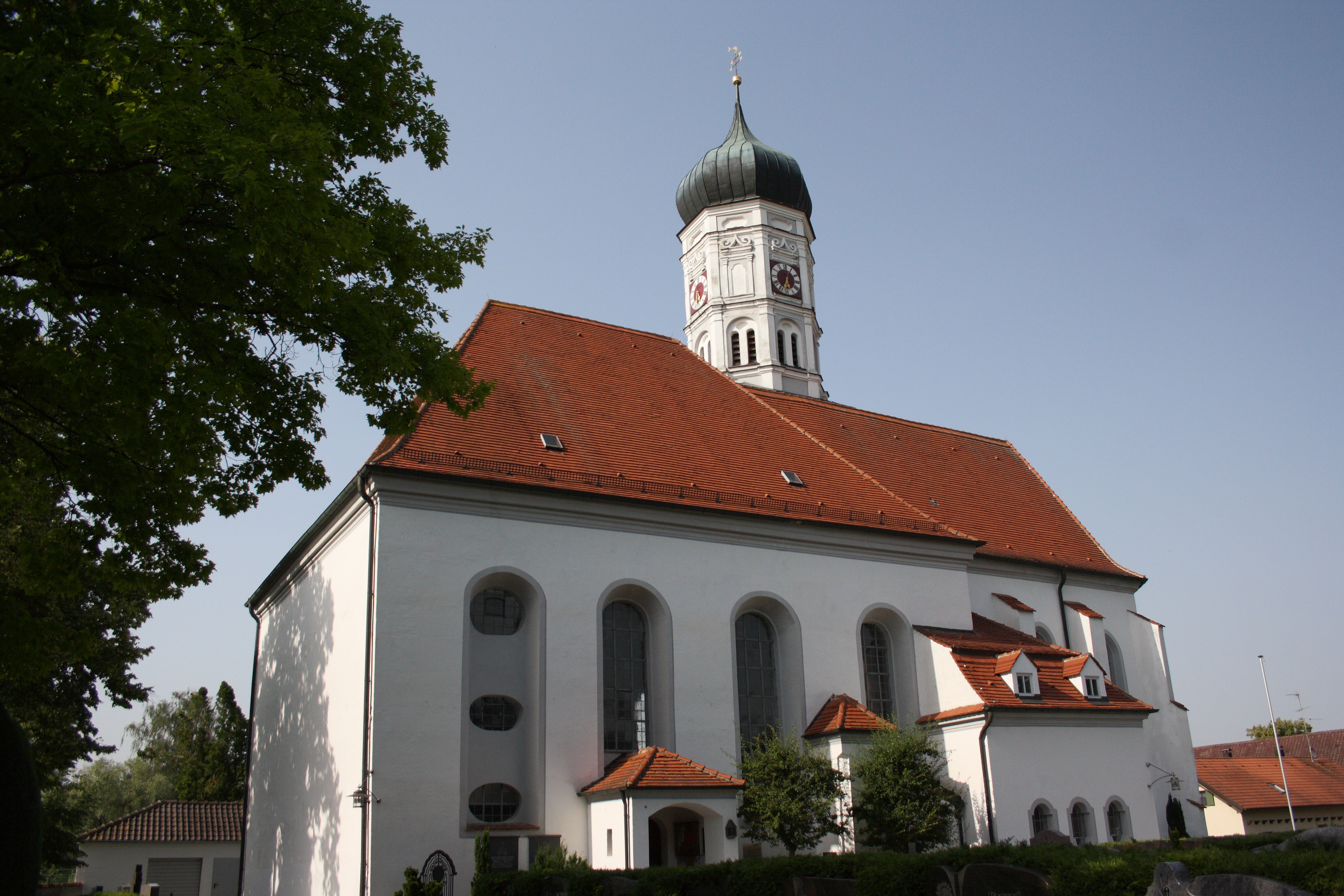
Pfarrkirche Mariä Himmelfahrt in Ettenbeuren

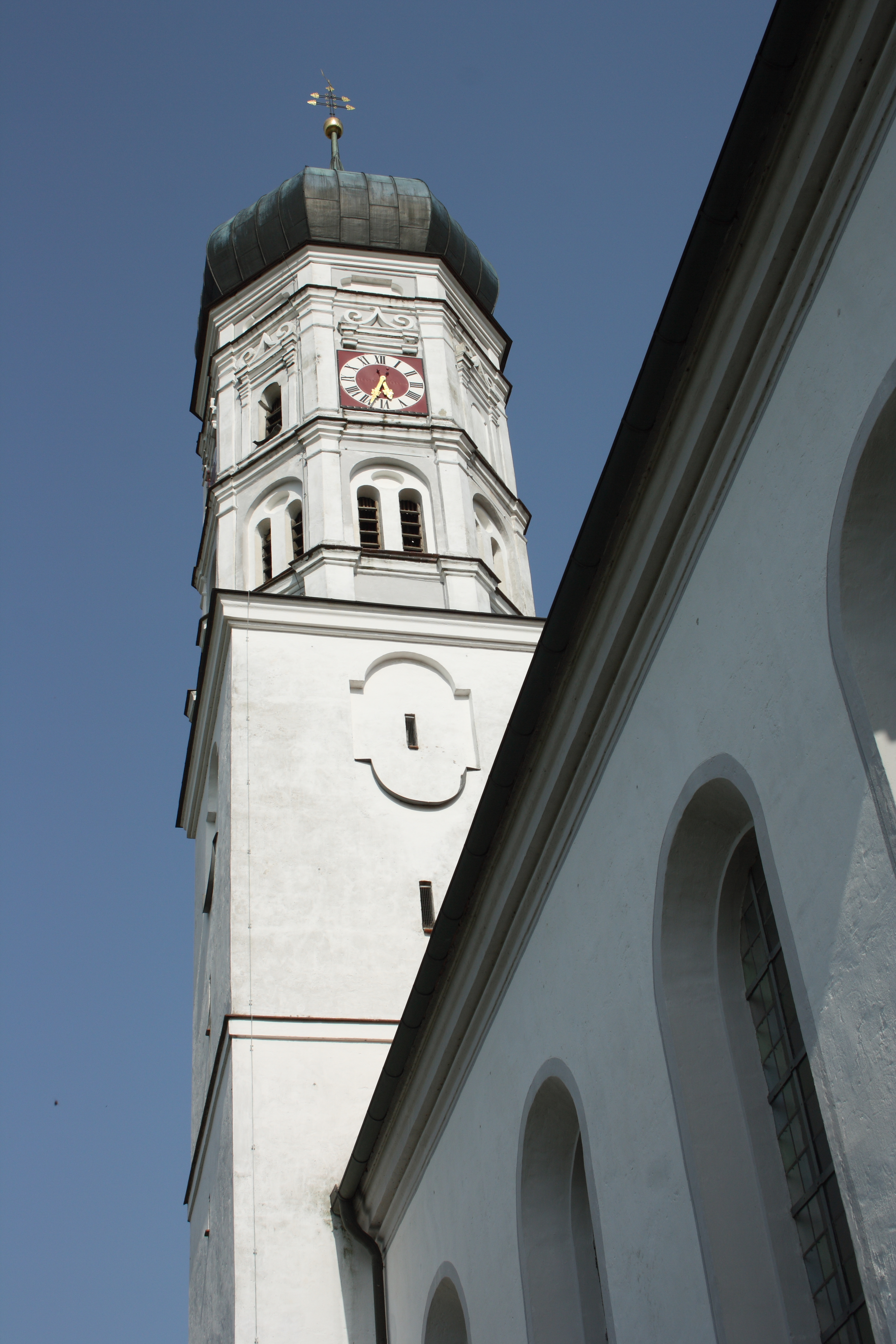
Kirchturm mit Zwiebelhaube

Die katholische Pfarrkirche Mariä Himmelfahrt in Ettenbeuren, einem Ortsteil der Gemeinde Kammeltal im Landkreis Günzburg im bayerischen Regierungsbezirk Schwaben, ist ein im Kern gotischer Kirchenbau. 1764/65 wurde die Kirche von Joseph Dossenberger grundlegend umgebaut und mit Stuck und Fresken im Stil des Rokoko ausgestattet.

## Architektur

### Außenbau
Der heutige Turm wurde nach dem Einsturz des alten Turmes im Jahr 1672 errichtet. Der Wiederaufbau zog sich bis 1684 hin. Der Turm, der sich im nördlichen Chorwinkel erhebt, besitzt einen quadratischen Unterbau und einen oktogonalen, mit einer Zwiebelhaube gedeckten Aufbau.

### Innenraum

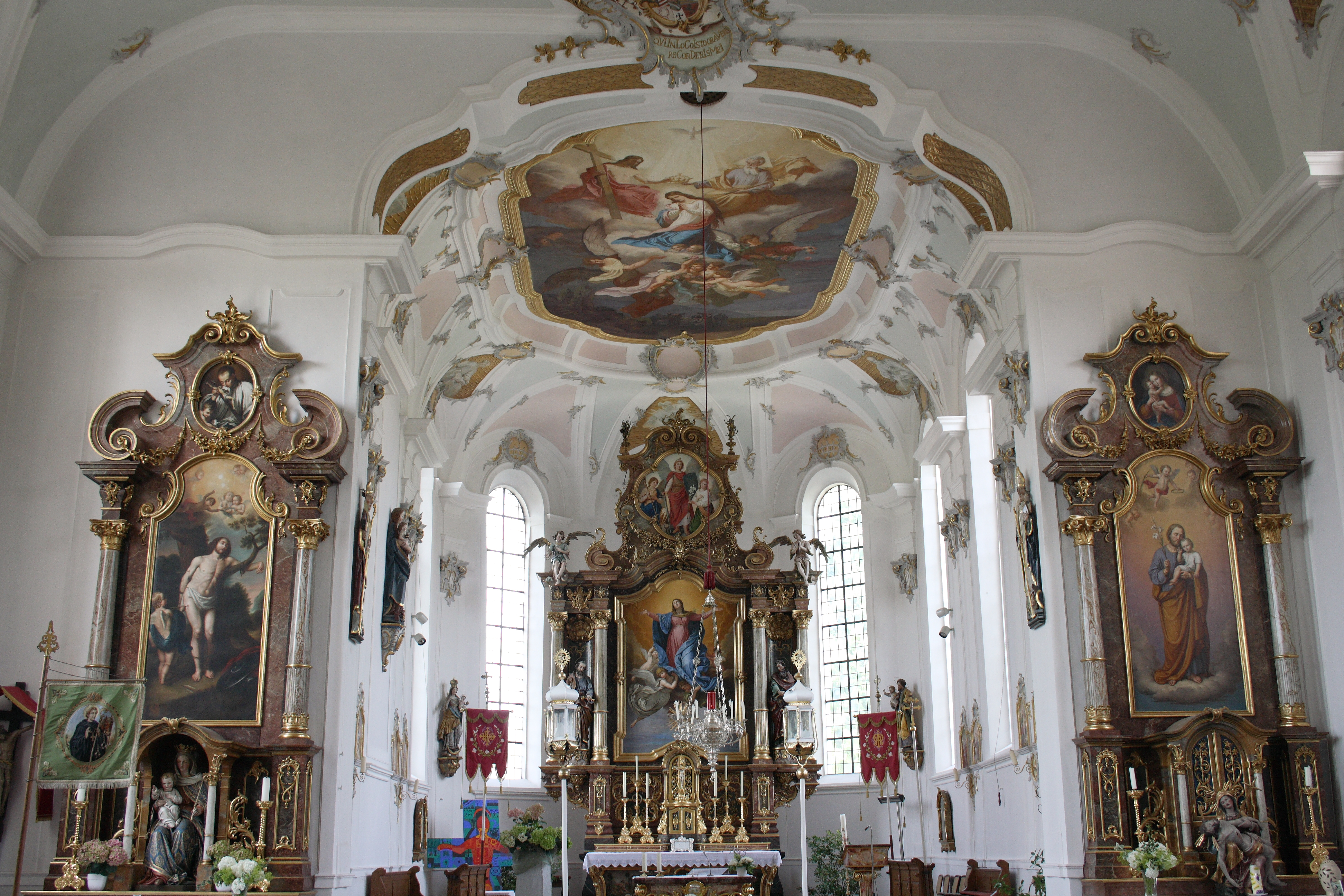
Innenraum

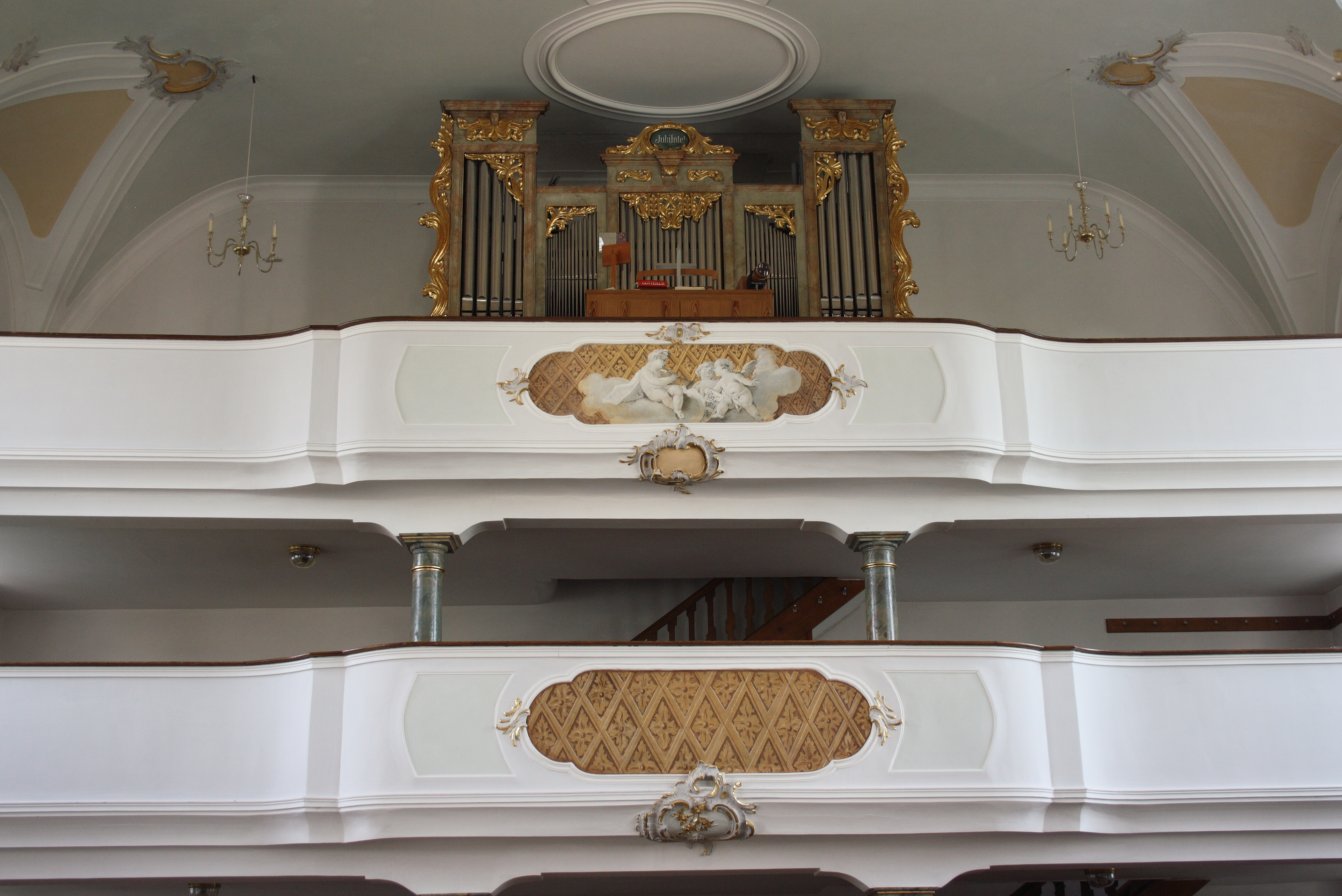
Doppelempore und Orgel

Das einschiffige Langhaus ist flachgedeckt und schließt im Westen mit einer Doppelempore. Ein geschweifter Chorbogen öffnet sich im Osten zum eingezogenen, dreiseitig geschlossenen Chor. Die Wände gliedern hohe Rundbogenfenster, über denen Stichkappen eingeschnitten sind, und flache Doppelpilaster, deren Kapitelle mit Voluten und Akanthusblättern verziert sind. Durch ihre graublaue, mit Gold abgesetzte Farbgebung heben sie sich von den weißen Wänden ab.

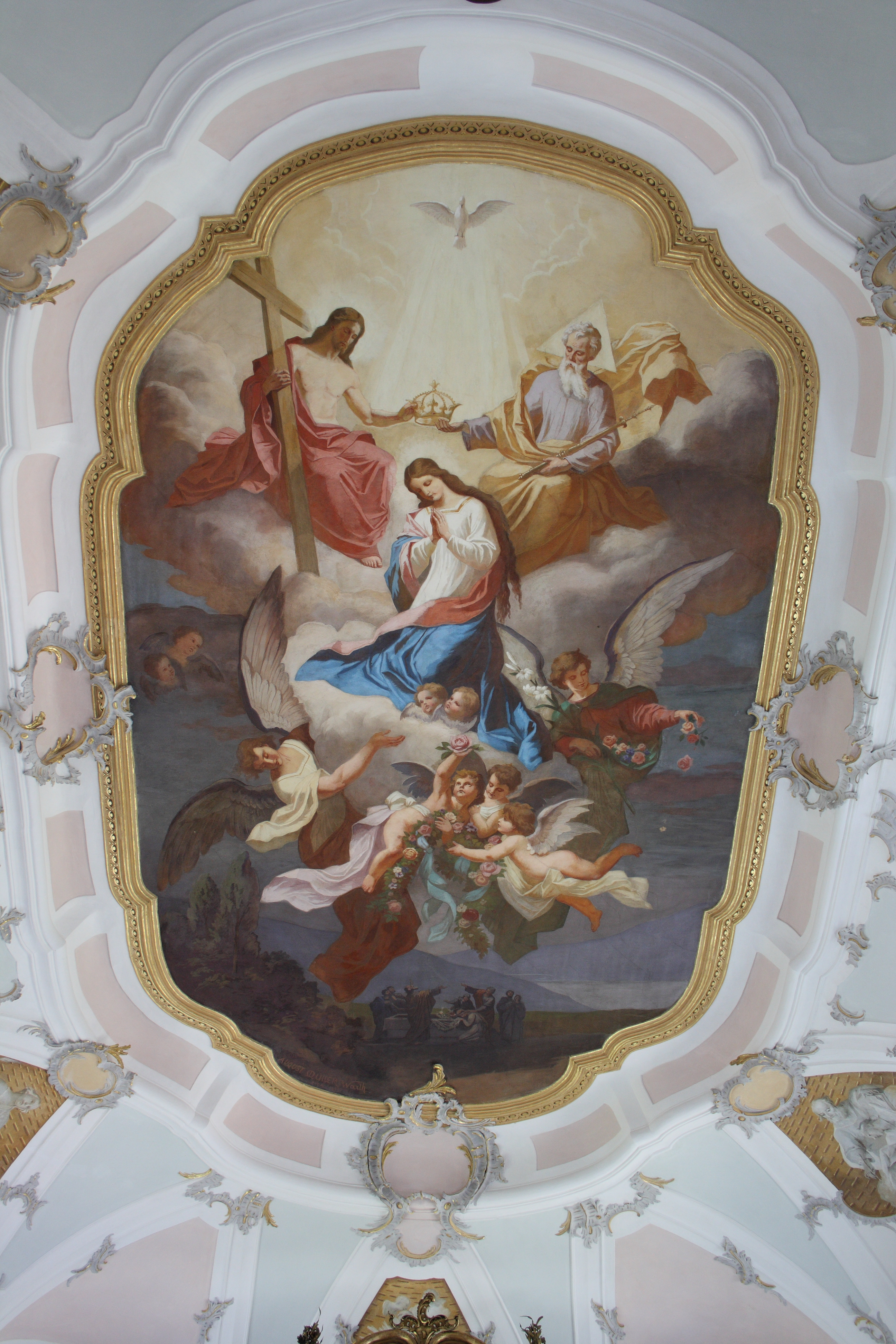
Chorfresko

## Stuck und Deckenmalerei

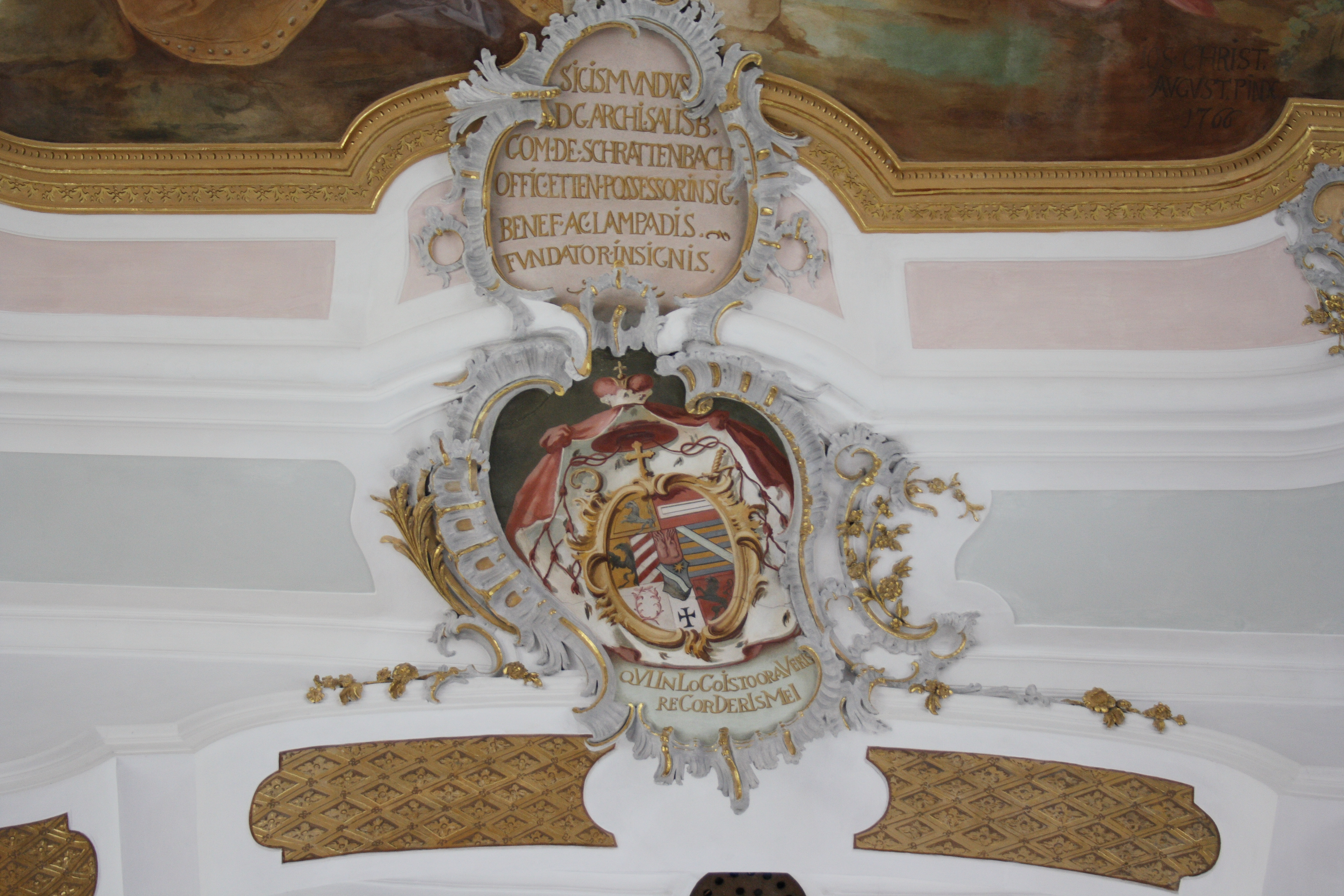
Stuckkartusche mit Wappen

Der Stuckdekor wurde um 1766 ausgeführt und wird Johann Michael Hoiß zugeschrieben. In einer Muschelwerkkartusche über dem Chorbogen ist das Wappen von Sigismund Christoph von Schrattenbach, des Erzbischofs von Salzburg angebracht. In einer Inschrift über dem Wappen wird sein Name genannt. Die lateinische Inschrift unter dem Wappen (QVI IN LOCO ISTO ORAVERIS RECORDERIS MEI – Der Du an diesem Ort betest, gedenke meiner) enthält ein Chronogramm mit der Jahreszahl 1766.
Das Langhausfresko wurde 1766 von Joseph Christ geschaffen. Zentrales Thema ist die Verehrung Marias durch die vier Erdteile. Seitlich werden die Eltern Marias dargestellt, die heilige Anna und der heilige Joachim, und die Eltern von Johannes dem Täufer, der heilige Zacharias und die heilige Elisabeth.
Auch die Grisaillen im Chor stammen von Joseph Christ. Das Deckenfresko des Chores stellt die Marienkrönung dar. Es wurde 1893 von August Müller-Warth geschaffen.

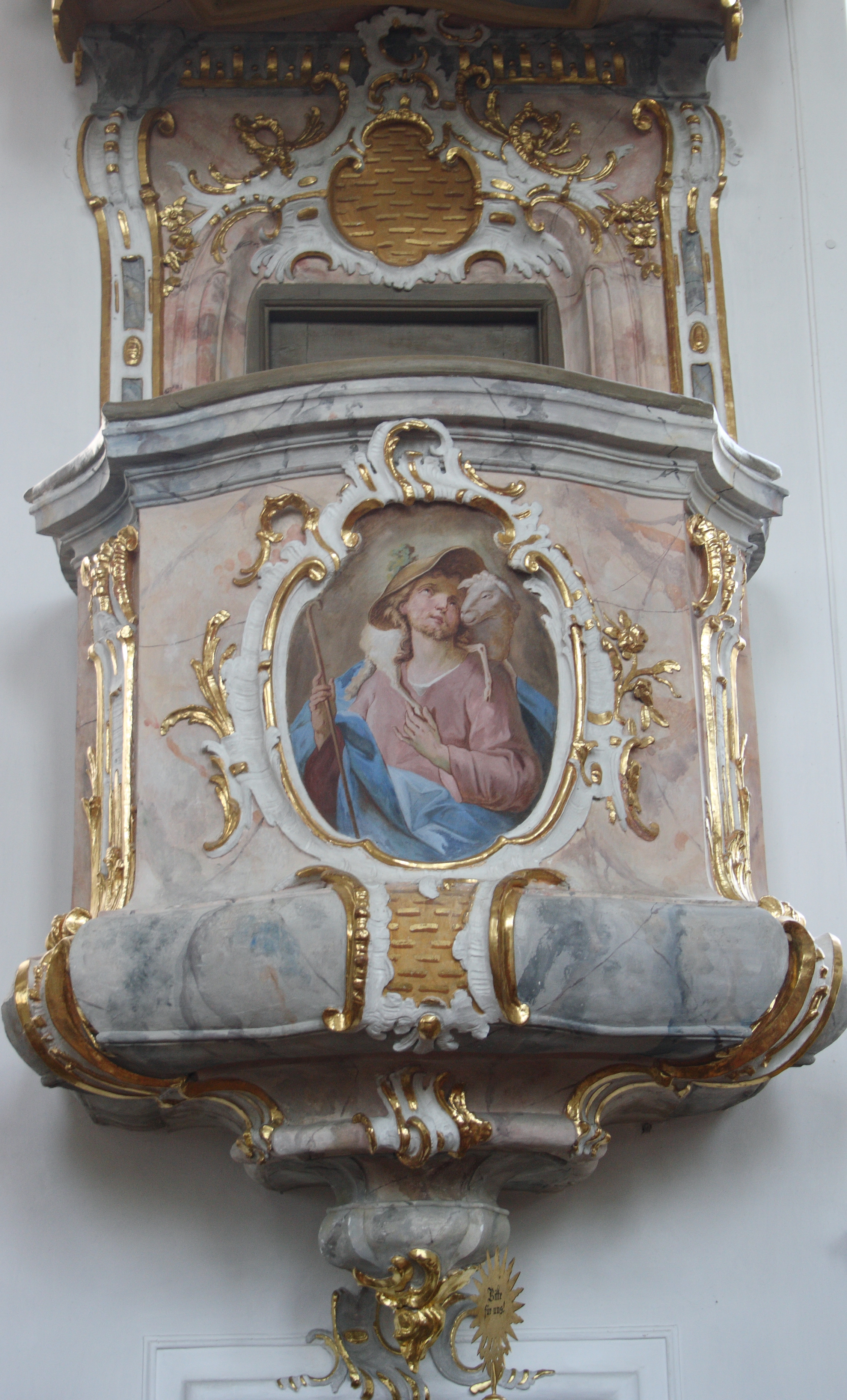
Stuckkanzel

## Ausstattung
- Die dem Stil des Rokoko nachempfundenen Altäre wurden um 1900 angefertigt. Das Altarblatt des linken Seitenaltars stammt aus dem späten 17. Jahrhundert und ist dem Martyrium des heiligen Sebastian gewidmet.
- Die Stuckkanzel wurde um 1766 geschaffen. Das Fresko am Kanzelkorb stellt den Guten Hirten dar und wird Joseph Christ zugeschrieben.
- Von Joseph Christ wurden auch die Gemälde der Kreuzwegstationen ausgeführt.
- Die Skulptur der Muttergottes aus der Zeit um 1500 wird der Ulmer Schule und dem Umkreis von Gregor Erhart zugeordnet.
- Die ältesten Skulpturen sind die Relieffiguren des heiligen Ulrich und des heiligen Simpert, beide Bischöfe von Augsburg. Sie werden um 1490 datiert.

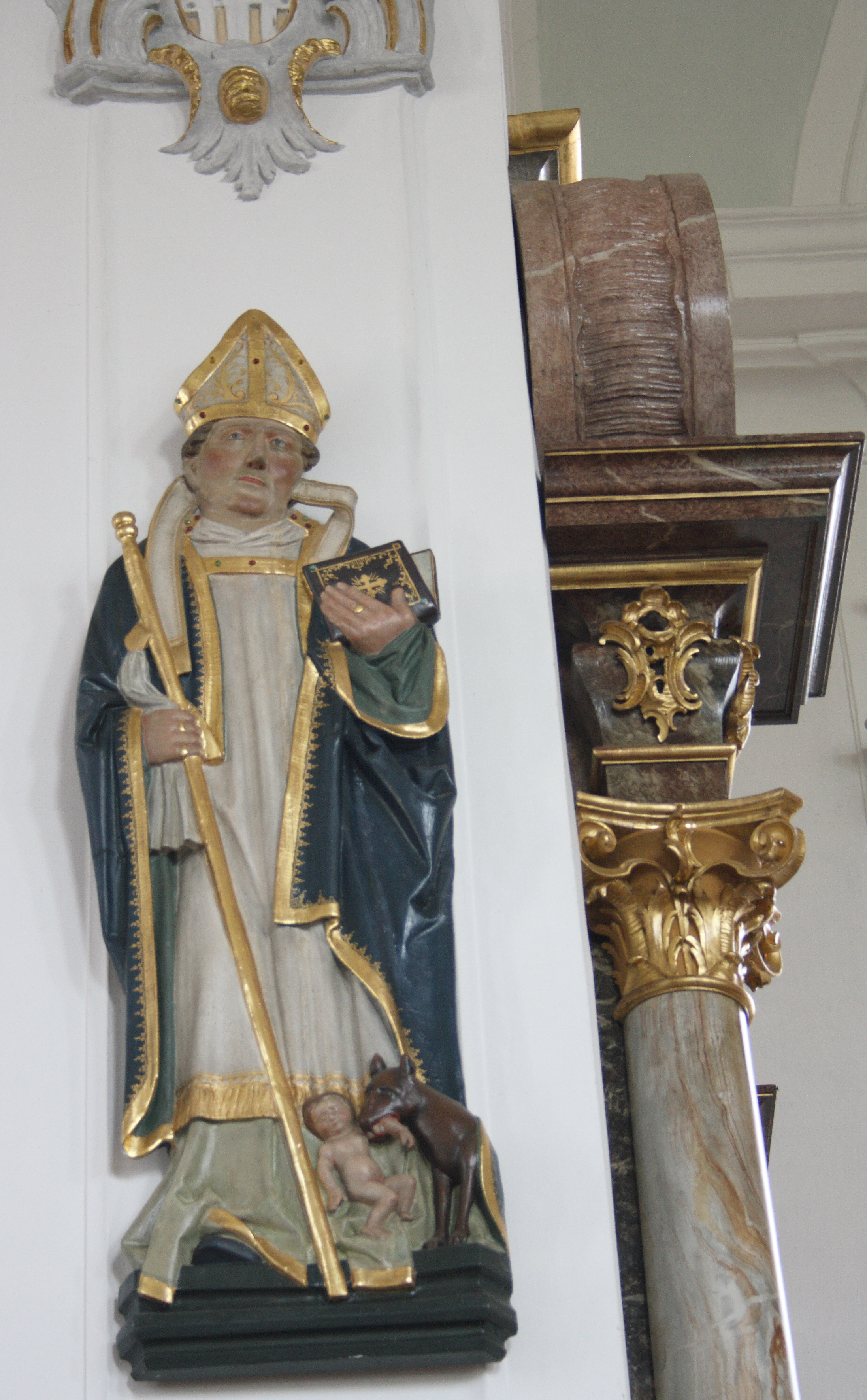
Heiliger Simpert
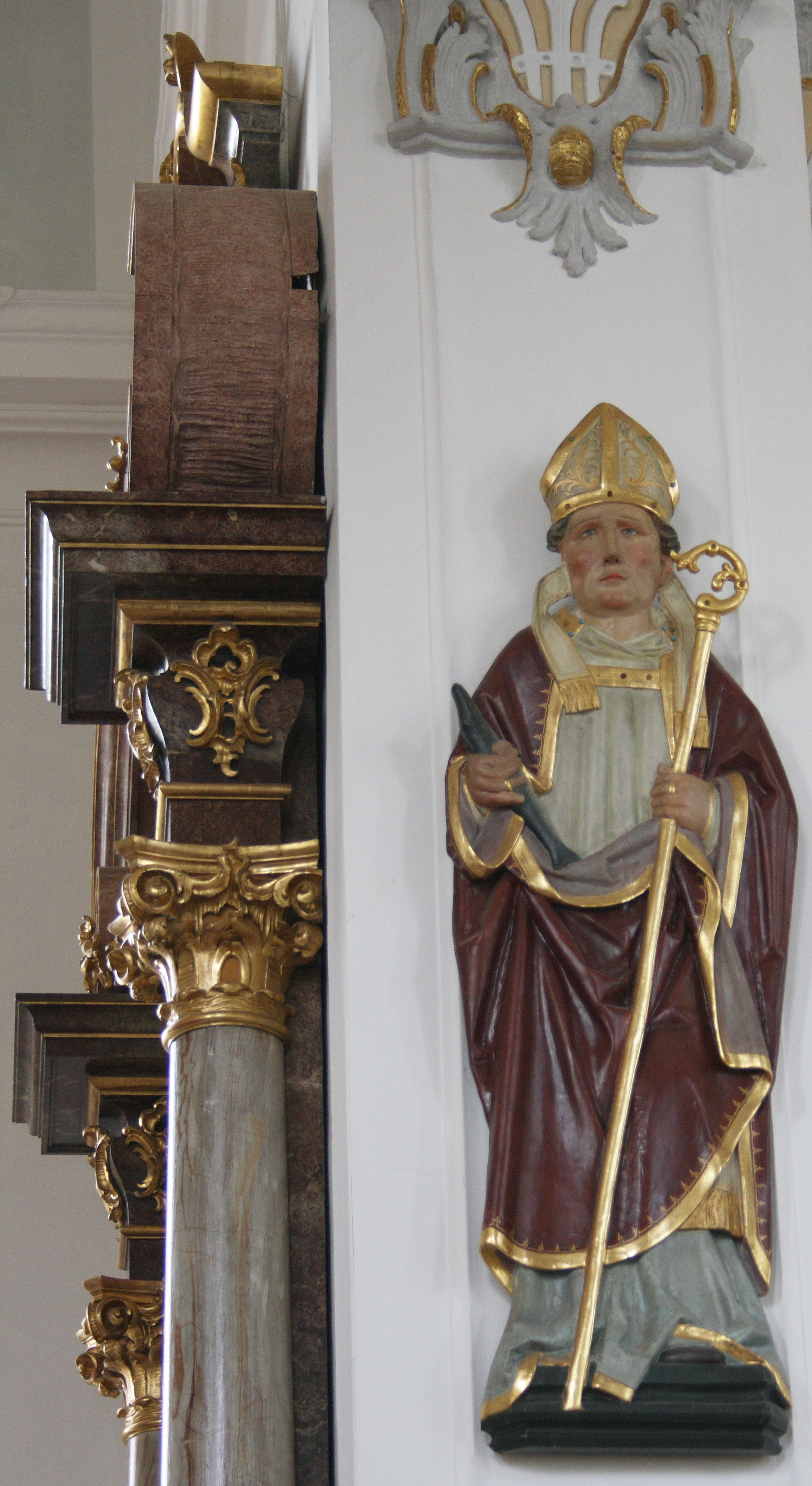
Heiliger Ulrich
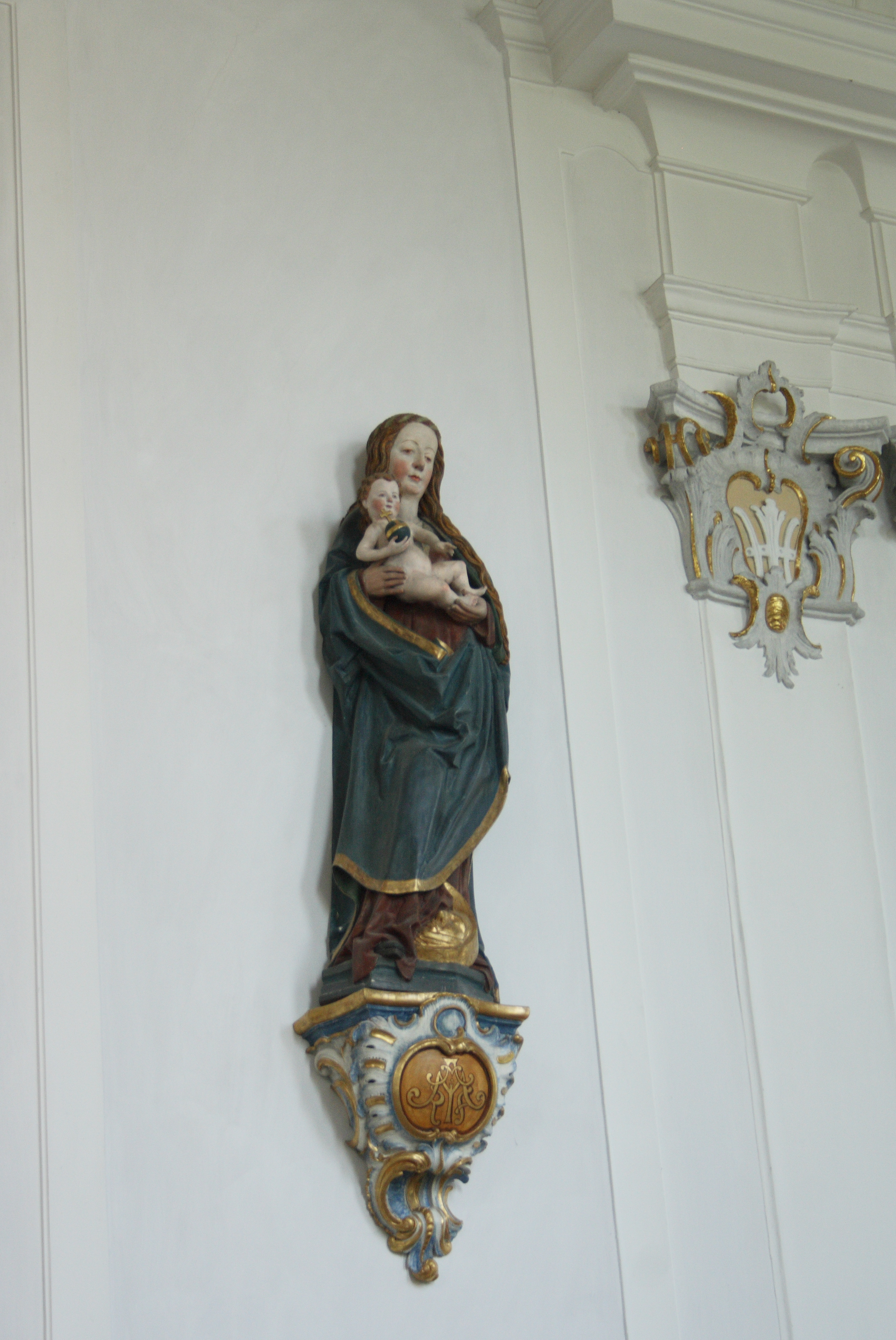
Muttergottes